# المعجم الجغرافي للبلاد العربية السعودية
المعجم الجغرافي للبلاد العربية السعودية هو معجم يحوي أسماء المدن والقرى والأماكن والأودية في جميع أنحاء المملكة العربية السعودية، من تأليف حمد الجاسر، نُشر المعجم أول مرة عام 1977.

## المؤلف
حمد بن محمد بن الجاسر آل الجاسر، (1910 - 2000) عالم وباحث وإعلامي سعودي، مهتم باللغة العربية والتاريخ والجغرافيا وعلم الأنساب.

## المعجم
يتألف المعجم من
- المعجم الجغرافي للبلاد العربية السعودية (مقدمة)، جزءان، تاريخ النشر(1977)
- المعجم الجغرافي للبلاد العربية السعودية في شمال المملكة: إمارات حائل والجوف وتبوك وعرعر والقريات، 3 أجزاء، تاريخ النشر (1977)
- المعجم الجغرافي للبلاد العربية السعودية: المنطقة الشرقية (البحرين قديمًا)، 4 أجزاء، تاريخ النشر (1979 - 1981)
- المعجم الجغرافي للبلاد العربية السعودية (المعجم المختصر)، 3 أجزاء.